# Ulzana, căpetenia apașilor
Ulzana, căpetenia apașilor  (titlul original: în germană Ulzana) este un film dramatic de tip Ostern, realizat în 1974 de regizorul Gottfried Kolditz, protagoniști fiind actorii: Gojko Mitić, Renate Blume, Colea Răutu și Amza Pellea.

## Distribuție
- Gojko Mitić – Ulzana
- Renate Blume – Leona
- Colea Răutu – Nana
- Dorel Iacobescu – Hackii
- Rolf Hoppe – căpitanul Burton
- Amza Pellea – generalul Crook
- Alfred Struwe – Aldrigton, primarul din Tucson
- Klaus Gehrke – Ball, dirigintele poștei
- Holger Eckert – Cayrol, directorul băncii
- Walter Wickenhauser – Howard, proprietarul ziarului Tucson Evening Star
- Gerhard Rachold – reporterul de la Tucson Evening Star
- Fred Delmare – Bob Tribolett, chelner la "saloon"
- Paul Berndt – Wardley, călărețul din Tucson
- Hannjo Hasse – John Richards, măsurătorul din Washington
- Wilfried Zander – vizitiul poștalionului
- Hans-Uwe Wardeck – locotenentul din Fort Craig
- Fritz Mohr – sergentul Winter
- Dino Gherasim – colonelul
- Mircea Breazu – un locotenent
- Mihai Balas – un locotenent
- Sefan Alexandrescu – sergentul Hall
- Siegfried Bartschat – sergentul telegrafist David
- Eugen Albert – cavaleristul Tael
- Jimmy Constantinescu – solia călare
- Virgil Anreiscu – căpitanul mexican
- Werner Dissel – doctorul mexican

## Culise
Filmul arată progresele apașilor la mijlocul secolului al XIX-lea și nemulțumirea aferentă a americanilor albi din Tucson, Arizona. La fel ca în filmul Apașii, eforturile șefului apaș, Ulzana, și ale membrilor tribului său de a trăi în pace cu vecinii lor albi devin clare, aici.
Ulzana, căpetenia apașilor a fost al nouălea film DEFA cu indieni. Filmul a fost turnat în România și Uzbekistan. Ca și în filmele anterioare din seria acestui gen, s-a acordat o mare importanță unei reprezentări corecte, din punct de vedere istoric. Personajul real Ulzana a fost, de fapt, o căpetenie al tribului de apași Chiricahua.